# What the World Needs Now...
| Совокупная оценка | Совокупная оценка |
| Источник          | Оценка            |
| ----------------- | ----------------- |
| Metacritic        | 72/100            |
| Оценки критиков   |                   |
| Источник          | Оценка            |
| Allmusic          | [ 2 ]             |
| Drowned in Sound  | 4/10              |
| Mojo              | [ 4 ]             |
| NME               | 7/10              |
| The Observer      | [ 6 ]             |
| Pitchfork Media   | 6.8/10            |
| Punknews.org      | [ 8 ]             |
| Q                 | [ 9 ]             |
| Spin              | 7/10              |
| Uncut             | 7/10              |

What the World Needs Now... — Десятый студийный альбом британской группы Public Image Ltd. или одиннадцатый, если включать Commercial Zone. Выпущен 4 сентября 2015 года, через их собственный лейбл PiL Official.

## Список композиций
1. «Double Trouble» – 3:52
2. «Know Now» – 2:45
3. «Betty Page» – 3:21
4. «C'est la Vie» – 6:08
5. «Spice of Choice» – 5:43
6. «The One» – 3:42
7. «Big Blue Sky» – 8:14
8. «Whole Life Time» – 3:46
9. «I'm Not Satisfied» – 5:43
10. «Corporate» – 5:23
11. «Shoom» – 6:30

## Участники записи
- Джон Лайдон — вокал
- Лу Эдмондс — гитара, саз, банджо, бэк-вокал
- Скотт Фирт — бас-гитара, синтезатор, бэк-вокал
- Брюс Смит — барабаны, бэк-вокал